# Raión de Prionezhski
El raión de Prionezhski (ruso: Прионе́жский райо́н; carelio: Prionežjen piiri) es un distrito administrativo y municipal (raión) de la república rusa de Carelia. Se ubica en el sur de la república, limitando al sur con la óblast de Leningrado. Su centro administrativo es la ciudad de Petrozavodsk, que no forma parte del raión y está directamente subordinada a la república.
En 2019, el raión tenía una población de 22 259 habitantes.
El topónimo "Prionezhski" viene a significar "en la ribera del lago Onega" y hace referencia a que se ubica en la costa occidental de dicho lago. La capital republicana Petrozavodsk se enclava en la costa septentrional del raión.

## Subdivisiones
Comprende trece asentamientos rurales: Chalná-1, Derevianka, Dereviánnoye, Zaozerie, Ladva-Vetka, Ladva, Meliorativni, Nóvaya Vilga, Pai, Rýbreka, Shióltozero, Kvartsitni y Shuya. Estas 13 entidades locales suman un total de 51 localidades.